# Circle (Montana)
Pour les articles homonymes, voir Circle.
La ville américaine de Circle est le siège du comté de McCone, dans l’État du Montana. Lors du recensement de 2010, sa population a été estimée à 615 habitants.